# Linkbelt Oval
Das Linkbelt Oval ist das einzige Sportstadion des Inselstaates Nauru. Es befindet sich in Aiwo und wurde durch die Nauruische Phosphatgesellschaft errichtet. Es wird auch Aida Oval genannt, da hier Aida, einer der Leichtathletikvereine in Nauru, Training und Wettkämpfe abhält.

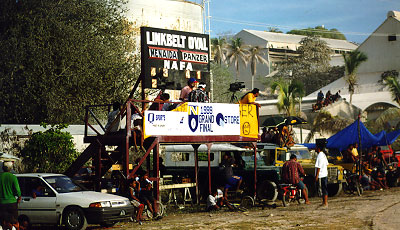
Anzeigetafel des Linkbelt Oval während des Großen Final 1999

Wegen seiner Überalterung und groben Spielfläche genügt es internationalen Ansprüchen generell nicht. Das Linkbelt Oval wird momentan vor allem für Australian-Football-Spiele benutzt. Neben dem Stadion befindet sich der Sitz der Nauru Australian Football Association (NAFA), welche die Spiele der nationalen Meisterschaft organisiert. Der Besucherrekord des Stadions liegt bei 3000 Zuschauern, welcher beim Meisterschaftsfinale 1999 aufgestellt wurde.
Das Linkbelt Oval besteht aus einem Spielfeld und temporären Kleintribünen während wichtiger Spiele. Der Platz ist nach einer Firma benannt, die früher Phosphat abbaute. Außerdem war das Team des Stromkraftwerks, die Menaida Tigers, ursprünglich unter dem Namen „Linkbelt“ bekannt.
Auf dem Platz wächst kein Gras; die Spielfläche besteht vollständig aus Phosphatstaub und Schmutz, daher ist es schwierig, Footballspiele zu bestreiten. Das Motto der NAFA lautet deshalb „the hard men of football“ – „Die harten Männer des Footballs“. Die nauruischen Footballspieler pflegen ihre Wunden nach dem Spiel mit Meerwasser. Ausländische Gastmannschaften spielen meistens mit Ellbogen- und Knieschonern.
Trotz des mondähnlichen Aussehens des Spielfeldes gibt es Tore in Originalgröße und eine ordentliche Anzeigetafel. Die Spielmarkierungen auf der sehr hellen Oberfläche sind mit Öl gekennzeichnet. Das Linkbelt Oval ist das Heimstadion aller Mannschaften der nauruischen Liga. Das Denig Stadium, ein weiteres Spielfeld in Denigomodu, ist für Football nicht geeignet.